# Tavija
Tavija (szerbül: Тавија), falu Bosznia-Hercegovinában, Bosanska krajina területén, Kostajnica községben, a Szerb Köztársaságban. 

## Fekvése
Bosznia-Hercegovina északnyugati részén, Banja Lukától légvonalban 69, közúton 87 km-re északnyugatra, községközpontjától 1 km-re délre, 150 – 280 méteres tengerszint feletti magasságban, az Una jobb partjától délre húzódó síkságon és dombvidéken fekszik. Két földrajzi zónára oszlik: a folyó menti hordaléksíkságra és a felette fekvő dombvidékre. Tavija átmeneti jellegű település, mert falusias és városias jellege is van. Ez jól látható azokon a településrészeken, amelyek közvetlenül szomszédosak Kostajnica városával (városi rész), illetve Gornja Slabinjával (vidéki rész). Tavija település funkcionálisan egybeolvad a község városi részével, mert sok ház épült a gimnázium épületéhez vezető út mentén, amely maga is ezen a településen található. Ennek megfelelően a település alsóbb részei tömörek és városi jellegűek, a magasabban fekvő részek szétszórtabbak, falusiasak. Tavija település központi részén új, teljesen városi jellegű településrész létesült, mely elsősorban a boszniai háború során Horvátországból érkezett menekültek letelepedésére épült.

## Népessége
| Nemzetiségi csoport | Népesség 1991 | Népesség 2013 |
| ------------------- | ------------- | ------------- |
| Szerb               | 550           | 698           |
| Bosnyák             | 0             | 4             |
| Horvát              | 5             | 10            |
| Jugoszláv           | 16            | 0             |
| Egyéb               | 4             | 2             |
| Összesen            | 575           | 714           |

## Története
Tavija település területén található Gradina Marinković régészeti lelőhely, mely egy őskori erődített település volt, és a római korban, sőt a középkorban is tovább használták.
A település 1878-ig tartozott az Oszmán Birodalomhoz, ekkor a berlini kongresszus határozata alapján az Osztrák-Magyar Monarchia része lett. 1910-ben a Kostajnicai járásba tartozó Tavija községben 56 háztartást, 258 ortodox szerb és 34 katolikus horvát lakost találtak.A monarchia szétesésével 1918-ben előbb a Szerb-Horvát-Szlovén Királyság, majd 1929-től a Jugoszláv Királyság része. 1921-ben a községnek 58 háztartása és 311 lakosa volt. Jugoszlávia megszállása után a falu a Független Horvát Állam (NDH) része lett. 1945-től a település a szocialista Jugoszlávia része volt. A Bosznia-Hercegovinában zajló polgárháború idején a település a Boszniai Szerb Köztársaság része volt. A daytoni békeszerződést követő területfelosztásnál a település, Kostajnica község részeként a Szerb Köztársaság területéhez került.

## Gazdaság
Tavija legnagyobb része Kostajnica község síkvidéki mezőgazdasági övezetében található. Bár ezt a területet bizonyos területi diszkontinuitás jellemzi, mivel az Una-parti település városi része átvágja, mégis összefüggőnek tekinthető, mert ugyanaz a mezőgazdasági termelés dominál - a szarvasmarha-tenyésztés, amelyet a szántóföldi gazdálkodás, azaz a kukorica- és búzatermesztés, valamint a zöldségtermesztés támogat.

## Kultúra
Tavija település területén található egy 2010-ben felújított, de még mindig rossz állapotban lévő kultúrház. A közösségi központokat főként választási gyűlésekre használják, de e falvak polgáraival való különféle találkozók megtartására is alkalmasak.

## Oktatás
A Tavija település területén nincs általános iskola, mert ennek település minden diákja a kostajnicai központi általános iskolába jár, de itt áll a gimnázium épülete. A kostajnicai középiskolai központ a Szerb Köztársaság egyik fiatalabb oktatási intézménye, mivel a múlt század kilencvenes éveinek végén alapították. A kostajnicai középiskolai központban az általános gimnáziumtól a négyéves szakmai programokig változatos programokat kínálnak az érdeklődéstől és a tanulólétszámtól függően. Ebbe az iskolába Kostajnica, Novi Grad és Kozarska Dubica önkormányzatából járnak tanulók, de vannak diákok Prijedor régió más részeiből, valamint a Horvát Köztársaságból (Hrvatska Kostajnica) is.

## Nevezetességei
- Gradina – ismeretlen nevű vár maradványai Marinkovići településrészen, egy hosszan elnyúló dombháton. Az egykori falak és sáncok nyomai a lelőhely több részén is fellelhetők.[5]

## Fordítás
- Ez a szócikk részben vagy egészben  a(z)   Тавија című szerb Wikipédia-szócikk ezen változatának fordításán alapul.  Az eredeti cikk szerkesztőit annak laptörténete sorolja fel. Ez a jelzés csupán a megfogalmazás eredetét és a szerzői jogokat jelzi, nem szolgál a cikkben szereplő információk forrásmegjelöléseként.